# Raoulia beauverdii
Raoulia beauverdii là một loài thực vật có hoa trong họ Cúc. Loài này được Cockayne miêu tả khoa học đầu tiên.